# Tember Blanche
Tember Blanche — український музичний інді-поп гурт, заснований у 2020 році у Києві. Колектив складається з вокалістки й авторки пісень Олександри Ганапольської та гітариста, саундпродюсера Владислава Лагоди. У 2023 році до них приєднався ударник Андрій Яковʼяк якого знайшли за допомогою Twitter. Дискографія гурту налічує два альбоми «Тут немає нікого, окрім нас» 2021 року та «Ти лиш людина» 2023 року. Їхній трек «Вечорниці» отримав популярність у TikTok у 2021 році; найпопулярніші відео з використанням музики гурту збирають від 700 тисяч переглядів до 2 мільйонів.

## Походження назви
Назва гурту «Tember Blanche» складається з двох слів; перше слово Tember — це частина від слова англ. september («вересень»), місяця, коли пара почала зустрічатися; друге слово, Blanche, на честь пива «Blanche», улюбленого напою дуету; з французької blanche означає білий, тому назву гурту можна трактувати як «Білий Вересень».

## Історія
Перша пісня дуету «Хованки» побачила світ 13 жовтня 2020 року. Кліп на неї був випущений на їхньому офіційному каналі YouTube 31 січня 2020 року, режисером якого став студент КІМВ Олександр Хоменко, а сценаристом — випускник університету будівництва й архітектури Іван Бойко. «Текст пісні „Хованки“ розповідає про період екзистенційної кризи. Коли людина замислюється над тим, хто вона й навіщо прийшла в цей світ. У полоні нав'язливих думок її супроводжує відчуття провини за те, що вона не виконує свого життєвого призначення» — так описано пісню в профілі гурту на Bandcamp.
Далі дует випустив пісні «Як день посуне ніч» (сучасна інтерпретація всесвітньо відомої колядки «Щедрик»), «Пролог», «У світ без примар».
24 вересня у Tember Blanche вийшов п'ятий трек, — «Вечорниці», який став дуже популярним. З «Вечорницями» дует отримав 1 місце в чарті Local Pulse Kyiv на Spotify, 13 місце серед топ-100 пісень в Україні за 2022 рік на Apple Music. Пісня зайняла друге місце в чарті Суспільне. Медіа. 
26 листопада 2021 року з'явився дебютний альбом гурту під назвою «Тут нема нікого, окрім нас».
11 грудня 2021 року в Києві відбувся перший сольний концерт дуету. Учасники гурту Владислав Лагода та Олександра Ганапольська пройшли шлях від виступів на Контрактовій площі до повного солдауту концерту за декілька днів.
17 грудня 2021 року Tember Blanche спільно з реп-гуртом Kalush випустили пісню «Калуські вечорниці», хіп-хоп ремейк оригінальної версії «Вечорниць»
1 квітня 2022 року дует випустив пісню «Ненародженим» на підтримку українців, які постраждали від російського вторгнення в Україну.
Наприкінці 2022 року Tember Blanche взяли участь у Національному відборі на «Євробачення 2023». 17 грудня з піснею "Я вдома" виступили в фіналі, зайнявши дев’яту сходинку таблиці.

## Склад гурту
До складу гурту входять:
- Олександра Ганапольська — вокал, авторка пісень
- Владислав Лагода — гітара, саундпродюсер
- Андрій Яковʼяк — ударні інструменти

## Дискографія
Студійні альбоми:
- 2021 — «Тут немає нікого, окрім нас»
- 2023 — «Ти лиш людина»
- 2023 — «Спокій» (разом з Максом Пташником)

Сингли:
- «Хованки» (2020)
- «Як день посуне ніч» (2020)
- «Пролог» (2021)
- «У світ без примар» (2021)
- «Вечорниці» (2021)
- «Калуські вечорниці (feat. Kalush)» (2021)
- «О дев'ятій» (2022)
- «Ти живий» (2022)
- «Ненародженим» (2022)
- «про Київ» (2022)
- «Я вдома» (2022)
- «Пізно» (2022)
- «Хороший хлопець» (2023)
- «Завтра» (2023)
- «Встигнути до 30» (2023)
- «Пінгвін» (2023)
- «В одній кімнаті» (2024)
- «Телепат» (2024) (із The Budchuk)